# Émile Péhant
Émile Péhant (né Émile Jules Fulgence Péhant le 19 janvier 1813 à Guérande et mort le 6 mars 1876 à Nantes, est un poète français qui fut également conservateur de la bibliothèque de Nantes.

## Biographie
Émile Péhant est le fils de Jean-Claude Péhant, chirurgien, et de Victoire Jeanne Étiennez, elle-même apparentée à Hippolyte-Étienne Etiennez. 
Il commence ses études au petit séminaire de sa ville natale, Guérande, avant de rejoindre le lycée de Nantes. Il entame des études de droit à Rennes, publie une thèse, mais sa vocation première est l'écriture poétique. Il rejoint Paris, mais ne parvient pas à vivre correctement de son art. Il se tourne alors vers l'enseignement. Grâce à Alfred de Vigny, il obtient un poste de professeur dans un collège de Vienne, dans l'Isère. Il poursuit sa carrière d'enseignant à Tarascon, où il rencontre Joseph Roumanille.
En 1884, il est nommé conservateur de la bibliothèque publique de Nantes. Il y rédige, entre 1859 et 1874, le catalogue en six volumes des ouvrages de la bibliothèque. Il peut ensuite se consacrer à la poésie, principalement sur le thème de l'histoire de la Bretagne.
Il est l'époux de Céleste Robin avec laquelle il a une fille mariée à Blaise Camin, commis de la Marine né vers 1844.
Il décède à son domicile à Nantes, rue Du Couëdic à l'âge de 63 ans, alors qu'il est toujours conservateur de la bibliothèque de Nantes, tel que mentionné sur son acte de décès.

## Œuvres
Émile Péhant a notamment écrit :
- Sonnets (1834) ;
- Une nièce à marier (1846) ;
- Rapport à M. le sénateur, maire de Nantes, et au conseil municipal de cette ville, à l'occasion de l'impression du Catalogue de la bibliothèque publique. [Signé : Émile Péhant.] (1859). Catalogue méthodique de la Bibliothèque publique de la ville de Nantes (1859). Appel en faveur de la bibliothèque de Nantes (1857) ;
- Jeanne de Belleville (1868) ;
- Jeanne la Flamme I (1872) ;
- Le corps et l'âme (1875) ;
- Sonnets et poésies (1875) ;
- Le corps et l'âme (1875) ;
- Le corps et l'âme, poème symbolique en dix-sept sonnets ; Nouvelle édition. In-18, 23 p. Édition : Paris : A. Lemerre, 1875 ;
- Olivier de Clisson, ou la Bretagne au XIVe siècle, chanson de geste en plusieurs poèmes distincts... (sans date).

## Hommage
En sa mémoire, une voie a été baptisée rue Émile-Péhant à Nantes. De ce fait, une école maternelle au no 21 et une école primaire au no 24, ouvertes par la suite, portent également son nom.

## Pour approfondir
- Liste de personnalités liées à Guérande